# Albert Menne
Albert Heinrich Menne (* 12. Juli 1923 in Attendorn; † 7. März 1990) war ein deutscher Philosoph, Logiker und Wissenschaftstheoretiker. Menne wurde vor allem für seine seit den 1960er Jahren weit verbreiteten Einführungen in die Logik bekannt. Er lehrte in Hamburg und Bochum, Schwerpunkt seiner Veröffentlichungen war die philosophische Logik.
Eine Weiterentwicklung seiner Differentiellen Syllogistik stellt die Strenge Logik dar.

## Leben
Albert Menne, Sohn von Anna Menne, geborene Bongard, und des Kaufmanns Albert Ferdinand Menne, besuchte bis zum Abitur im Jahr 1942 das Gymnasium im westfälischen Attendorn. Nach dem Wehrdienst und englischer Kriegsgefangenschaft studierte er von 1946 bis 1952 in Paderborn, Tübingen und München Philosophie, Psychologie und Theologie. Max Planck wurde während des Studiums auf ihn aufmerksam und lud ihn zu persönlichen Gesprächen zu sich ein. Auch aufgrund dieser Bekanntschaft wurde Menne zum Stipendiat der Studienstiftung des Deutschen Volkes. Im Jahr 1952 wurde Albert Menne bei Wilhelm Britzelmayr (1892–1970) mit der Dissertation Logistische Analyse der kategorischen Syllogismenfunktoren und das Problem der Nullklasse zum Dr. phil. promoviert. 
Menne gehörte der römisch-katholischen Glaubensgemeinschaft an. Nach einigen Jahren des Religionsunterrichtes an Berufsschulen wurde er 1962 als wissenschaftlicher Rat am Philosophischen Seminar der Universität Hamburg tätig und dort wegen hervorragender wissenschaftlicher Leistungen zum Professor der Philosophie ernannt. Seit 1971 leitete er als Professor für Logik und Wissenschaftstheorie am Institut für Philosophie die Arbeitsgruppe Mathematische Logik an der Ruhr-Universität Bochum.
Albert Menne lebte in Dortmund.

## Werk
Menne verfasste einige weit verbreitete Einführungen in die formale Logik für Philosophen, so wurde etwa seine Einführung in die Logik zwischen 1966 und 2001 insgesamt sechsmal aufgelegt. Seine Einführung in die Methodologie erfuhr drei Auflagen, die Einführung in die formale Logik zwei. Der gemeinsam mit Joseph Maria Bocheński verfasste Grundriß der formalen Logik wurde fünfmal aufgelegt. In weiteren Veröffentlichungen beschäftigte sich Menne mit Methodologie, Wissenschaftstheorie, vor allem aber mit Logik sowie ihrer Anwendung, ihrer Geschichte und ihren philosophischen Grundlagen.

### Logik und Existenz
Zu Mennes Hauptwerken zählt Logik und Existenz, in dem er die differentielle Syllogistik begründet.
Überblick

„Das Problem, wie weit Logik mit Existenz zu tun hat, und wie sich die klassische Logik [Anm.: Menne meint nach heutiger Sicht mehr oder weniger den Syllogismus] dementsprechend axiomatisieren lässt, drängt nach den Veröffentlichungen der letzten Jahre und den lebhaften Diskussionen zur Lösung. Diese Arbeit versucht eine solche, frei von unverbindlichen Spekulationen, in definitivem Sinne exakt zu bieten. Es ist dabei ihr Anliegen, eine Brücke zu schlagen zwischen der klassischen, auf Aristoteles zurückgehenden Logik und der modernen, von Boole und Frege begründeten Logistik [Anm.: entspricht formaler Logik]. Das geschieht anhand des Problems der Existenz. Die aristotelische Logik macht für ihre Terme ganz bestimmte Existenzvoraussetzungen. Diese werden zunächst konzediert und das klassische System so formalisiert. Dabei ergibt sich, dass es einen speziellen Teil des Klassenkalküls ausmacht, und dass die 4 klassischen Urteilsarten keine einheitlichen Gebilde sind. Als weitere Früchte ergeben sich zahlreiche neue Schlussregeln und die Lösung einiger wichtiger Probleme.“

Rechtfertigung zur Untersuchung im Klassenkalkül
Da das Subjekt S und das Prädikat P keine selbstständigen Ausdrücke sind und auch keine Prädikate – wie der Name bereits besagt, ist P das Prädikat und S das diesem unterlegte Argument, sodass das Urteil im Prädikatenkalkül P(S) umschrieben werden müsste –, ergibt sich als natürliche Grundlage der Untersuchung der Klassenkalkül, da sowohl S wie P als Zeichen für Klassen von Gegenständen aufgefasst werden können.
Weiters weist Menne darauf hin, dass es nahe liegt, auch den Klassenkalkül auf seine Möglichkeiten für eine logistische Interpretation zu untersuchen, nachdem der Aussagenkalkül und der Prädikatenkalkül keine befriedigende Lösung ergeben haben.
Auswahl wichtiger Ergebnisse
- Die Gesetze der klassischen Logik lassen sich im Logikkalkül vollständig und sehr präzise formulieren (Gesetze des Logischen Quadrats, die herkömmlichen Modi des Syllogismus, Umstellungsgesetze, Äquipollenzgesetze).[3]

- Für die 4 klassischen kategorischen Urteilsarten selbst gab es bisher keine befriedigende Auflösung in Funktoren des Logikkalküls.

- Eine adäquate Umschreibung der klassischen Urteilsarten stellt das von ihm sogenannte DKV-System (definite Klassenverhältnisse) im Klassenkalkül dar:

| I   | {\displaystyle {M}\cap {N}}   |
| II  | {\displaystyle {M}\cap {N'}}  |
| III | {\displaystyle {M'}\cap {N}}  |
| IV  | {\displaystyle {M'}\cap {N'}} |

|     | k1 | k2 | k3 | k4 | k5 | k6 | k7 | k8 | k9 | k10 | k11 | k12 | k13 | k14 | k15 | k16 |
| --- | -- | -- | -- | -- | -- | -- | -- | -- | -- | --- | --- | --- | --- | --- | --- | --- |
| I   | X  | X  | X  | X  | X  | 0  | 0  | X  | 0  | X   | 0   | X   | 0   | 0   | 0   | 0   |
| II  | 0  | 0  | X  | X  | X  | X  | X  | 0  | X  | X   | 0   | 0   | X   | 0   | 0   | 0   |
| III | 0  | X  | 0  | X  | X  | X  | X  | X  | 0  | 0   | X   | 0   | 0   | X   | 0   | 0   |
| IV  | X  | X  | X  | X  | 0  | X  | 0  | 0  | X  | 0   | X   | 0   | 0   | 0   | X   | 0   |

- Anhand von Hilfssätzen, sämtlich Theoreme des Klassenkalküls (es sind v. a. Gesetze betreffend der Null- und Allklasse bzw. Nichtleeren Klassen),[Anm. 1] kann man schließen, dass es genau sieben verschiedene Verhältnisse zweier definiter (von der Null- und Allklasse verschiedener) Klassen gibt (k1 bis k7). Zudem ergibt sich auch die nähere Art des Klassenverhältnisses. Dass die Klassenverhältnisse definit sein müssen, ergibt sich aus den Existenzbedingungen, die der Syllogistik zugrunde gelegt werden.

Zu den 7 möglichen Umfangsbeziehungen von Begriffsinhalten, die den 7 definiten Klassenverhältnissen entsprechen, lassen sich in der Umgangssprache auch entsprechende Urteile zuordnen, z. B.:
- für k1 (auch: definite Gleichheit): „Menschen sind ungefiederte Zweifüßler.“, „Gleichseitige Dreiecke sind auch gleichwinkelige Dreiecke.“
- für k2 (auch: definite Inklusion): „Menschen sind sterblich.“, „Rechtecke sind Parallelogramme.“

- Um herauszufinden, wie die sieben definiten Klassenverhältnisse mit den vier kategorischen Urteilen zusammenhängen, sind sie im Klassenkalkül zu interpretieren:

| positive Urteile (S sind P) | positive Urteile (S sind P)       | negative Urteile (S sind nicht P)  | negative Urteile (S sind nicht P)  |
| {\displaystyle {S}\cap {P}\neq 0}                                                                                                | {\displaystyle {S}\cap {P}\neq 0} | {\displaystyle {S}\cap {P'}\neq 0} | {\displaystyle {S}\cap {P'}\neq 0} |
| universell (alle S sind P) | partikulär                        | universell (alle S sind nicht P)   | partikulär                         |
| {\displaystyle {S}\cap {P'}=0}                                                                                                   |                                   | {\displaystyle {S}\cap {P}=0}      |                                    |
| SaP | SiP                               | SeP                                | SoP                                |
| {\displaystyle \to } IX und II0                                                                                                  | {\displaystyle \to } IX           | {\displaystyle \to } I0 und IIX    | {\displaystyle \to } I0            |
| Orange gefärbt sind die Zuordnungsregeln zu den oben gezeigten KVs, die sich aus dieser Interpretation im Klassenkalkül ergeben. |                                   |                                    |                                    |

(Aufgrund der Existenzvoraussetzungen, die von den syllogistischen Termen verlangt werden, lehnt Menne alle Interpretationen konditionaler Art mit Implikation oder Subsumption allein oder negative Existenzumschreibungen ab.)
- Die 4 klassischen Urteilsarten sind keine in allen Fällen einheitlichen Aussagen, sondern stellen Disjunktionen von 2 bis 5 dieser Klassenaussagen dar:

| SaP                                           | k1 | k2 |    |    |    |    |    |
| SiP                                           | k1 | k2 | k3 | k4 | k5 |    |    |
| SeP                                           |    |    |    |    |    | k6 | k7 |
| SoP                                           |    |    | k3 | k4 | k5 | k6 | k7 |
| Das Ergebnis der Zuordnung zeigt diese Tafel. |    |    |    |    |    |    |    |

z. B.: {\displaystyle SaP=dfk_{1}\lor k_{2}}.
Anhand folgender zusammenfassender Regel kann man schnell fassen, wie die Verneinungen der Urteilsarten umschrieben werden, um auch mit diesen formal arbeiten zu können:
Die Verneinung {\displaystyle {\overline {k_{m}\lor k_{n}}}} der Disjunktion {\displaystyle k_{m}\lor k_{n}} besteht aus der Disjunktion aller DKV mit Ausnahme der beiden Disjunktionsglieder km und kn.
- Diese sog. DKV-Umschreibung gestattet eine axiomatisch-deduktive Herleitung aller klassischen Gesetze aus 3 unabhängigen widerspruchsfreien Axiomen, 3 Definitionen und etlichen Regeln des Aussagenkalküls.

- „Die Eigenart des [gewählten Axiomen-] Systems beleuchtet“ Menne in einem später erschienenen Artikel nochmals genauer:

„Die sparsamen Hilfsmittel aus dem Aussagenkalkül gestatten es, den Implikator statt im gewöhnlichen auch im Sinne der strengen Implikation anzuwenden. [Anm.: Fußnote lautet in etwa: Vgl. Menne, Implikation und Syllogistik, 1957; Ackermann, Begründung einer strengen Implikation, 1956.] Von den Paradoxien der Implikation und den de Morganschen Gesetzen wird kein Gebrauch gemacht.“
Das Axiomensystem:
- Axiome:

| 1. {\displaystyle \vdash SaP\leftrightarrow P'aS'}  | (Kontraposition von a[6])[Anm. 3]      |
| 2. {\displaystyle \vdash SaP\to {\overline {SaP'}}} | (Subalternation a-i)[Anm. 4]           |
| 3. {\displaystyle \vdash MaP\wedge SaM\to SaP}      | (Barbara, Transitivität von a)[Anm. 5] |
- Definitionen

4. {\displaystyle SeP=dfSaP'}

5. {\displaystyle SiP=df{\overline {SaP'}}}

6. {\displaystyle SoP=df{\overline {SaP}}}
- Spezialregeln:[Anm. 6]

7. Für eine Termvariable (S, P, M und deren Komplemente) darf eine andere eingesetzt werden, wenn zugleich für alle mit der Termvariablen isomorphe mit der einzusetzenden isomorphe eingesetzt werden.

8. Eine doppelte Komplementation hebt sich wieder auf. (also z. B. ist {\displaystyle a''} gleich {\displaystyle a})
- Definitionen aus dem Aussagenkalkül[Anm. 7]

9. Exklusor: {\displaystyle p\mid q=dfp\rightarrow {\overline {q}}}

10. Disjunktor: {\displaystyle p\vee q=df{\overline {p}}\rightarrow q}

11. Äquivalentor: {\displaystyle p\leftrightarrow q=dfp\rightarrow q\wedge q\rightarrow p}

12. Kontravalentor: {\displaystyle p} >-< {\displaystyle q} {\displaystyle =df{\overline {p\leftrightarrow q}}}
- Regeln aus dem Aussagenkalkül

13. Für eine Aussagenvariable darf eine syllogistische Aussage eingesetzt werden, wobei für alle mit der Aussagenvariablen isomorphen Aussagenvariablen der syllogistischen Aussage isomorphe Aussagen eingesetzt werden müssen.

14. Eine Aussage darf durch eine mit ihr äquivalente Aussage beliebig ersetzt werden.

15. {\displaystyle p\wedge q} äquivalent {\displaystyle q\wedge p}

16. {\displaystyle {\overline {\overline {p}}}} äquivalent {\displaystyle p}

17. Wenn {\displaystyle \vdash p\leftrightarrow q}, so {\displaystyle \vdash p\leftrightarrow q}

18. Wenn {\displaystyle \vdash (p\wedge q)\rightarrow r}, so {\displaystyle \vdash (p\wedge {\overline {r}})\rightarrow {\overline {q}}}

19. Wenn {\displaystyle \vdash (p\wedge q)\rightarrow r} und {\displaystyle \vdash s\rightarrow q}, so {\displaystyle \vdash (p\wedge s)\rightarrow r}

20. Wenn {\displaystyle \vdash p\rightarrow q} und {\displaystyle \vdash q\rightarrow r}, so {\displaystyle \vdash p\rightarrow r}

- Da diese Axiome sich zudem im Klassenkalkül als Theoreme herleiten lassen, stellt das klassische System der kategorischen Urteile und Schlüsse einen Teil des Klassenkalküls dar und ist genauso widerspruchsfrei wie dieser.

- Ein wichtiges Hilfsmittel der Logik zur Lösung zahlreicher Probleme stellt die differentielle Analyse dar, bei der die Urteile in ihre einzelnen Komponenten (Klassenverbindungen) zerlegt werden und diese einzeln im Klassenkalkül zerlegt werden.

- In der Logik hat im Allgemeinen Existenz formal nur als logische Existenz, d. h. Widerspruchsfreiheit, Berechtigung. Andere Existenzarten sollten material in die Prämissen eingehen oder als besondere Bewertungen in eigenen Valenzkalkülen behandelt werden.

- Es zeigt sich, dass der Gebrauch von Klassenaussagen stets die Existenz einer gewissen Mindestanzahl von Individuen voraussetzt, während die Logik einer absolut leeren Welt ziemlich einfach ist.

Zusammenfassung
Zusammenfassend lässt sich – wahrscheinlich korrekterweise – festhalten, dass Mennes wichtigste Erkenntnis darin besteht, dass der klassische Syllogismus im Klassenkalkül (i. w. S., im modernen Logikkalkül; Auf jeden Fall logisch differenzierter) nur durch eine Miteinbeziehung der Objekte der Komplementklassen der vorkommenden Begriffe geeignet interpretiert werden kann. Menne selbst betont mehrfach die Rolle der Inverse (SäP = df S'aP').
Deshalb setzt Menne ausdrücklich für diese Urteilslehre voraus, „dass Existenz stets als logische Existenz zu interpretieren ist“. Diese „stellt den allgemeinsten Begriff der Existenz dar, der auf alle Gegenstände zutrifft, die mit sich selbst identisch sind, d. h. auf alles, was überhaupt teil hat am Sein insofern dieses entgegengesetzt ist dem Nicht-Sein“. Die vorkommenden Begriffe können auf diese gemeinsame Existenzebene, den universe of discourse, projiziert werden, sodass „alle mit der Mehrschichtigkeit der Existenz verbundenen Schwierigkeiten in der logischen Urteilslehre verschwinden, denn eine andere Existenz als die logische kann nun nur noch in der Materie des Urteils auftreten oder in Rahmen von mehrwertigen Valenzkalkülen“.

### Logik und Sprache
Logik und Sprache ist nicht nur der Titel eines von Menne und Gerhard Frey herausgegebenen Buches, sondern beschäftigte ihn auch in weiteren Werken, wie auch in dem oben genannten Werk.

## Rezeption
1983 urteilte das Autorenteam einer Festschrift für Menne:

„Im Gegensatz zu einem heute häufig anzutreffenden Antitraditionalismus versteht Albert Menne es, Tradition und Moderne immer wieder miteinander zu verbinden. Nicht zuletzt hierin liegt sein wissenschaftlicher Verdienst. Seine Arbeit ist geprägt von hohen Anforderungen an Präzision, Klarheit und Verständlichkeit, sowie von Radikalität beim Überprüfen von ungenannten philosophischen Voraussetzungen. Dabei orientiert er sich an einer Traditionslinie die durch Namen wie Bolzano, Frege und Bocheński zu kennzeichnen ist.“

Walther Brüning schrieb 1996, dass Mennes Logik und Existenz eines der Bücher war, das einen besonderen Einfluss auf die Ausbildung seiner „strengen Logik“ hatte. Dabei sieht Brüning Aristoteles’ Syllogistik als wichtiges Kernstück bzw. als Sonderfall seines Entwurfs, der die Grundlegung einer Logik frei von Paradoxien und Unentscheidbarkeiten (vgl. unter den allgemeine Eigenschaften von Kalkülen widerspruchsfrei bzw. vollständig) zum Ziel hat. Der „Strengen Allgemeinen Logik“, die er zunächst ganz allgemein auf Sachverhalte und Sachverhaltsverbindungen bezieht, setzt er nur das Prinzip der Limitation und das Prinzip der Identität, sowie Affirmation und Negation voraus.
Auch Brüning wollte innerhalb einer auf einen strengen Ableitungsbegriff aufbauenden Syllogistik, alle Ableitungen direkt und ohne Hilfsmittel durchführen und definiert dabei die Urteilsarten über weniger umständliche Geltungswertformeln.
| S P | X | X | A | X | X | X | X | X | A |
| S P' | 0 | 0 | N | 0 | 0 | X | X | X | u |
| S' P | 0 | X | u | 0 | X | 0 | X | X | u |
| S' P' | X | X | A | X | X | X | X | 0 | u |
| Übersichtlichkeitshalber sind hier die zwei unterschiedlichen Interpretationen der 4 Urteilsarten nur für SaP und SiP vereinfacht gegenübergestellt. Von zwei Klassen S und P und ihren Komplementen S‘ und P‘ lassen sich vier verschiedene Kombinationen bilden. Die Werte der (4-stelligen) Geltungswertformeln sind orange hinterlegt (A = affirmative Geltung, N = negative Geltung, u = unbestimmt). Die Entsprechungen unbestimmter Werte als bestimmte Durchschnitte definiter Klassenverhältnisse bei Menne sind zur besseren Übersicht grün hinterlegt. |   |   |   |   |   |   |   |   |   |

Man sieht, dass die Umschreibungen der universellen Urteile äquivalent zu denen Mennes sind. Bei den partikulären Urteilen hingegen, schließt er Mennes Entsprechungen indefiniter Klassenverhältnisse (also z. B. bei SiP k8, k10 und k12) zur Einhaltung der Existenzbedingungen nicht explizit aus.

## Veröffentlichungen (Auswahl)
Eine umfassende Bibliographie der Literatur von Albert Menne findet sich in dem Buch Logisches Philosophieren: Festschrift für Albert Menne Zum 60. Geburtstag.
Umfassende Auswahl der Bücher (chronologisch nach Ersterscheinung aufgelistet)
- Logik und Existenz. Eine logistische Analyse der kategorischen Syllogismusfunktoren und das Problem der Nullklasse. Meisenheim 1954.
- Grundriß der Formalen Logik. Universitäts-Taschen-Bücher-Verlag, Paderborn 1983. Ab 5. Auflage umbenannt von Grundriß der Logistik. (1. Auflage 1954, 2. Auflage 1962, 3. Auflage 1965, 4. Auflage 1973 ). Aus dem Französischen von Joseph Maria Bocheński. Von Menne übersetzt und erweitert. (Umfassende, streng aufgebaute und formalisierte Einführung. Erklärt einen Aussagen-, Prädikaten-, Klassen- und Relationenkalkül, sowie Sonderkalküle wie einen Modalkalkül, mehrwertige Logik, kombinatorische Logik, Syllogistik, Metalogik und Kalkültheorie.)
- Was ist und was kann Logistik? Paderborn 1957. 2. Auflage. 1970.
- Logisch-philosophische Studien. Freiburg 1959. Gemeinsam mit Joseph Maria Bocheński. Auch in engl. Sprache erschienen. (Aristotelian logic; categorical syllogism; scholastic solution of paradox; syntactical categories; analysis of existence; analogy; problem of universals; VG condition)
- Einführung in die Logik. Bern 1966; 2. Auflage 1973; 3. Auflage 1981 <! und/oder 1983? -->. (Einführende Orientierung über die Lehre der Folgerichtigkeit mit ausführlichen Erklärungen und vielen Beispielen. Das Buch „Grundriß der formalen Logik“ arbeitet mehr anhand Logikkalkülen und umfasst fast das gesamte Themengebiet dieses Buches außer dem einführenden Teil über Zeichen. „Auch für Philosophen geeignet“).
- Logik der Religion. Köln 1968. Aus dem Englischen von Joseph Maria Bocheński, Originalausgabe mit dem Titel The Logic of Religion erschien 1965 bei New York University Press. Von Menne übersetzt und mit Anm. versehen. 1. Auflage. 1968 Köln.
- Quellen des Irrtums. Wissenschaftliche Reihe d. Schering AG., Berlin 1977.
- Einführung in die Methodologie. Elementare, allgemeine wissenschaftliche Denkmethoden im Überblick. Wissenschaftliche Buchgesellschaft, Darmstadt 1980; 2. Auflage 1984. (Über die Definition, den Unterschied, die Einteilung, die Heuristik, die Begründung, den Gang der Forschung).
- Einführung in die formale Logik. Darmstadt: Wissenschaftliche Buchgesellschaft, 1985. (Etwas formalisiertere Orientierung über die Lehre der Folgerichtigkeit, ihre Geschichte, Strukturen und Anwendungen.)
- Folgerichtig Denken. (Logische Untersuchungen Philosophischer Begriffe und Probleme) Darmstadt 1988. (Aufsatzsammlung: Wie und wozu treibt man Philosophie? Was hat heute Philosophie mit Weisheit zu tun? Zum Begründungsproblem der Logik, Logik als Organon und als Wissenschaft, Logik und Intelligenz, Zum Problem der Anwendung von Logik, Mengenlehre und Trinität, Zur Anwendbarkeit mehrwertiger Kalküle in der juristischen Logik – mit relativ sparsamen logischen Rüstzeug werden folgende philosophische Probleme analysiert: Was ist Wahrheit? Was ist Analogie? Was ist Existenz? Wort und Ding, Qualität und Quantität, Zur formalen Struktur der Autorität, Identität, Gleichheit Ähnlichkeit, Philosophische und didaktische Perspektiven der Mengenlehre, Zur Geschichte und Analyse des exceptiven Urteils, Zur Begriffsgeschichte von „hypothetisch“)

Als Herausgeber und Co-Autor
- Zur modernen Deutung der aristotelischen Logik. Hildesheim und New York, Georg Olms Verlag, 1982–93. 5 Bände. (I. Über den Folgerungsbegriff in der aristotelischen Logik. 1982. II. Formale und nicht-formale Logik bei Aristoteles. 1985. III. Modallogik und Mehrwertigkeit. 1988. IV. Zur Vorgeschichte der mehrwertigen Logik in der Antike (von Niels Öffenberger). 1990. V. Über den Satz des Widerspruchs bei Aristoteles (von Jan Lukasiewicz). 1993.)

Monographien, Aufsätze und Beiträge zu Sammelwerken, sowie Zeitungsartikel
- Zur Wahrheitswertstruktur des Urteils. Methodos 1, 1949, S. 390–404.
- Zur Stufenkoppelung monadischer bivalenter Funktoren. In: Kontrolliertes Denken. Festschrift f. W. Britzelmayr. Hrsg. v. H. Angstl, A. Menne u. A. Wilhelmi. München 1951, S. 92–102.
- Zu den triadischen bivalenten Aussagefunktoren. Theoria 18 [Anm. Menne schrieb: „Theoria (Lund) XVII/1, S. 66ff“], 1952, S. 66–69.
- Beweis und Negation. Actes du Xléme Congr. Int. de Philos. (Bruxelles 1953) Bd. 5. Amsterdam/Louvain 1953, S. 91–97.
- Implikation und Syllogistik. Zeitschr. f. philos. Forschung 11, 1957, S. 375–386.
- Einige Ergebnisse der Syllogismusforschung und ihre philosophischen Konsequenzen. In: Logisch-Philosophische Studien, S. 61–70.
- Zur Reduktion polyadischer Valenzfunktoren. Atti del XII Congr. Int. di Filosofia (Venezia 1958) Bd. 5. Firenze 1960, S. 393–401.
- Einige Aspekte zum Thema Sprache und Logik. Archiv f. Rechts- und Sozialphilos. 48, 1962, S. 507–523.
- Über monadische Valenzfunktoren. Mem. del XIII Congr. Int. de Filosofia (México 1963). Mèxico 1964, Bd. 5, S. 237–246.
- Gestalten der Logik Studium Generale 19, 1966, S. 160–168.
- Zur Syllogistik strikt partikulärer Urteile. In: Contributions to logic and methodology in honor of Joseph Maria Bocheński, 1965, S. 91–97.
- Existenz in der Logik. In: Deskription, Analytizität und Existenz. (Int. Forschungszentrum f. Grundfragen d. Wissenschaften Salzburg. Drittes und Viertes Forschungsgespräch) Hrsg. v. Paul Weingartner. Salzburg 1966, S. 55–68.
- Die Logik von Gottfried Ploucquet. Akten des XIV. int. Kongr. f. Philos. Bd. 3. Wien 1968, S. 45–48.
- Zur Logik und ihrer Geschichte. In: Philosophia naturalis. Band 22, 1985, S. 460–468 (Grundsätzliche Ausführungen zum Verhältnis von Logik und Logik-Geschichte).